# Облачно с кюфтета 2: Отмъщението на огризките
„Облачно с кюфтета 2: Отмъщението на огризките“ (на английски: Cloudy with a Chance of Meatballs 2) американски компютърно анимиран филм от 2013 г. Продължение е на филма Облачно с кюфтета. Филмът излиза на 27 септември 2013 г.

## Синхронен дублаж

### Озвучаващи артисти
| Роля                    | Изпълнител       |
| ----------------------- | ---------------- |
| Флинт                   | Иван Велчев      |
| Честър Ви               | Явор Караиванов  |
| Сам                     | Мина Костова     |
| Тим                     | Георги Тодоров   |
| Ърл                     | Георги Стоянов   |
| Барб                    | Ася Рачева       |
| Брент                   | Пламен Чернев    |
| Стив                    | Павел Владимиров |
| Малчо (Бари)            | Живко Джуранов   |
| Вокал на български език | Атанас Сребрев   |